# Wolsey (Dakota del Sud)
Wolsey è un centro abitato (town) degli Stati Uniti d'America, situato nella Contea di Beadle nello Stato del Dakota del Sud.  La popolazione era di 376 persone al censimento del 2010.

## Storia
Il primo insediamento a Wolsey venne creato nel 1882. Un ufficio postale è stato in funzione a Wolsey dal 1883. La città prende il nome da Thomas Wolsey, un cardinale inglese.

## Geografia fisica
Wolsey è situata a 44°24′32″N 98°28′27″W (44.408775, -98.474139).
Secondo lo United States Census Bureau, ha un'area totale di 2,31 miglia quadrate (5,98 km²).

## Società

### Evoluzione demografica
Secondo il censimento del 2010, c'erano 376 persone.

### Etnie e minoranze straniere
Secondo il censimento del 2010, la composizione etnica della città era formata dal 99,2% di bianchi, lo 0,3% di asiatici, e lo 0,5% di due o più etnie. Ispanici o latinos di qualunque etnia erano lo 0,8% della popolazione.